# Ємен на літніх Олімпійських іграх 2016
Ємен на літніх Олімпійських іграх 2016 був представлений трьома спортсменами в 3 видах спорту. Жодної медалі олімпійці Ємену не завоювали.

## Спортсмени
| Вид змагань    | Чоловіки | Жінки | Разом |
| -------------- | -------- | ----- | ----- |
| Легка атлетика | 1        | 0     | 1     |
| Дзюдо          | 1        | 0     | 1     |
| Плавання       | 0        | 1     | 1     |
| Разом          | 2        | 1     | 3     |

## Легка атлетика
Ємен отримав універсальне місце від IAAF на участь у Олімпіаді одного легкоатлета.
Легенда
- Примітка – для трекових дисциплін місце вказане лише для забігу, в якому взяв участь спортсмен
- Q = пройшов у наступне коло напряму
- q = пройшов у наступне коло за добором (для трекових дисциплін - найшвидші часи серед тих, хто не пройшов напряму; для технічних дисциплін - увійшов до визначеної кількості фіналістів за місцем якщо напряму пройшло менше спортсменів, ніж визначена кількість)
- NR = Національний рекорд
- N/A = Коло відсутнє у цій дисципліні
- Bye = спортсменові не потрібно змагатися у цьому колі

Трекові і шосейні дисципліни
| Спортсмен       | Дисципліна                    | Попередній забіг | Попередній забіг | Півфінал        | Півфінал        | Фінал           | Фінал           |
| Спортсмен       | Дисципліна                    | Результат        | Місце            | Результат       | Місце           | Результат       | Місце           |
| --------------- | ----------------------------- | ---------------- | ---------------- | --------------- | --------------- | --------------- | --------------- |
| Мохаммед Раджеш | біг на 1500 метрів (чоловіки) | 3:58.99          | 14               | Завершив виступ | Завершив виступ | Завершив виступ | Завершив виступ |

## Дзюдо
Ємен отримав запрошення від Тристоронньої комісії на участь у Олімпіаді одного дзюдоїста в легкій ваговій категорії до 73 кг.
| Спортсмен  | Категорія           | Раунд 1/64         | Раунд 1/32                      | Раунд 1/16         | Чвертьфінали       | Півфінали          | Втішний поєдинок   | Фінал / BM         | Фінал / BM      |
| Спортсмен  | Категорія           | Суперник Результат | Суперник Результат              | Суперник Результат | Суперник Результат | Суперник Результат | Суперник Результат | Суперник Результат | Місце           |
| ---------- | ------------------- | ------------------ | ------------------------------- | ------------------ | ------------------ | ------------------ | ------------------ | ------------------ | --------------- |
| Зеяд Матер | до 73 кг (чоловіки) | Bye                | Віктор Скворцов (UAE) L 000–010 | Завершив виступ    | Завершив виступ    | Завершив виступ    | Завершив виступ    | Завершив виступ    | Завершив виступ |

## Плавання
Ємен отримав універсальні місця від FINA на участь у Олімпіаді двох плавців (по одному кожної статі), що означає повернення на ці змагання плавців від Ємену після восьмирічної перерви.
| Спортсмен       | Дисципліна                    | Попередній заплив | Попередній заплив | Півфінал         | Півфінал         | Фінал            | Фінал            |
| Спортсмен       | Дисципліна                    | Час               | Місце             | Час              | Місце            | Час              | Місце            |
| --------------- | ----------------------------- | ----------------- | ----------------- | ---------------- | ---------------- | ---------------- | ---------------- |
| Нуран Ба-Матраф | 100 метрів батерфляєм (жінки) | 1:11.16           | 43                | Завершила виступ | Завершила виступ | Завершила виступ | Завершила виступ |